# Корепанов, Сергей Арсентьевич
Серге́й Арсе́нтьевич Коре́панов (род. 9 мая 1964 года) — советский и казахский легкоатлет (спортивная ходьба).

## Карьера
Участник Олимпиады-1996 в Атланте (8 место — 50 км — 3:38.42), Олимпиады-2000 в Сиднее (15 место — 50 км — 3:53.30) и Олимпиады-2004 в Афинах (20 место — 50 км — 3:59.33). Принимал участие в нескольких чемпионатах мира, Азии. Многократный чемпион Казахстана.

## Достижения
| Дистанция | Результат | Место         | Дата           |
| --------- | --------- | ------------- | -------------- |
| 50 км     | 3:39.22   | Мезидон-Канон | 8 мая 1999     |
| 35 км     | 2:35.02   | Адлер         | 8 мая 1999     |
| 30 км     | 2:08.48   | Алматы        | 27 марта 1999  |
| 20 км     | 1:20.34   | Адлер         | 8 мая 1999     |
| 20000 м   | 1:26.39,3 | Адлер         | 23 марта 2006  |
| 5000 м    | 19.14,00  | Караганда     | 28 января 1995 |

- Результат на дистанции 5000 м — 19.14,00 — рекорд Азии для помещений.